# Alemanha nos Jogos Olímpicos de Verão de 1928

A Alemanha participou dos Jogos Olímpicos de Verão de 1928 em Amsterdã, nos Países Baixos. O país estreou nos Jogos em 1896 e em Amsterdã fez sua 6ª apresentação, conquistando 31 medalhas.